# حبوه الرخيل (المضاربة والعارة)

تعديل مصدري - تعديل

حبوه الرخيل هي إحدى قرى عزلة المضاربة بمديرية المضاربة والعارة التابعة لمحافظة لحج، بلغ تعداد سكانها 56 نسمة حسب تعداد اليمن لعام 2004.